# Драгостин
Драгостѝн е закрито село в Югозападна България. То се намира в община Гоце Делчев, област Благоевград.

## История
До 14 август 1934 година името на селото е Боржоза.
Над Боржоза и Средна в планината има непостоянни конярски селища. В 1891 година Георги Стрезов пише:
| „ | Коняри, няколко села на З от Неврокоп до най-южните склонове на Пирин. Не са населени от постоянни жители, от качауни и коняри, които дохаждат със стадата си само лете. Коняри дохаждат най-много от Зъхненско и Драмско по Папа чаир и Дахъкьой. Влсите захващат Беглика. | “ |

Според статистиката на Васил Кънчов („Македония. Етнография и статистика“) в края на XIX век в Борджова чифлик живеят 70 души, всички българи християни.
Селата Средна и Драгостин са закрити с Решение №136 на Министерския съвет от 29 февруари 2008 година. Причината е, че от дълги години те са обезлюдени и в тях не живее нито един жител. Освен това е прекъснато подаването на електроенергия, както и телефонните линии.
Бившите жители на тези села живеят в новия квартал на град Гоце Делчев „Средна“. През 1997 година Общинският съвет в Гоце Делчев взима решение да се закрият двете села. След гласуване в Общинския съвет на 29 март 2007 година и решение на Министерския съвет това става факт. Землищата на двете населени места са присъединени към землището на град Гоце Делчев.

## Личности
Родени в Драгостин
- Антон Великов (1912 – 1975), български комунист и деец на ВМРО (обединена)
- Иван Петелов (1858 – след 1943), български революционер и деец на ВМОРО